# コリアンダー

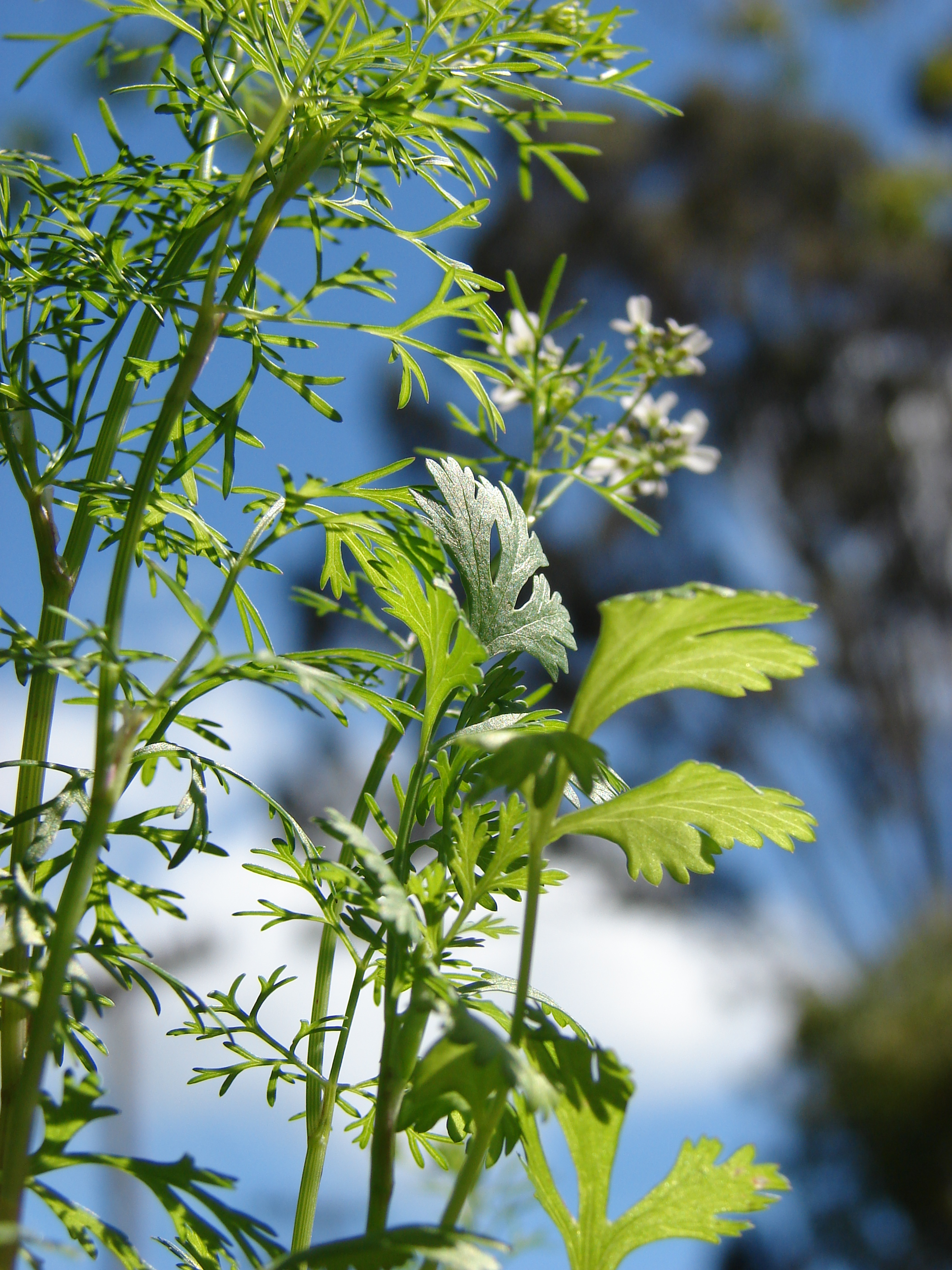
コエンドロの地上部

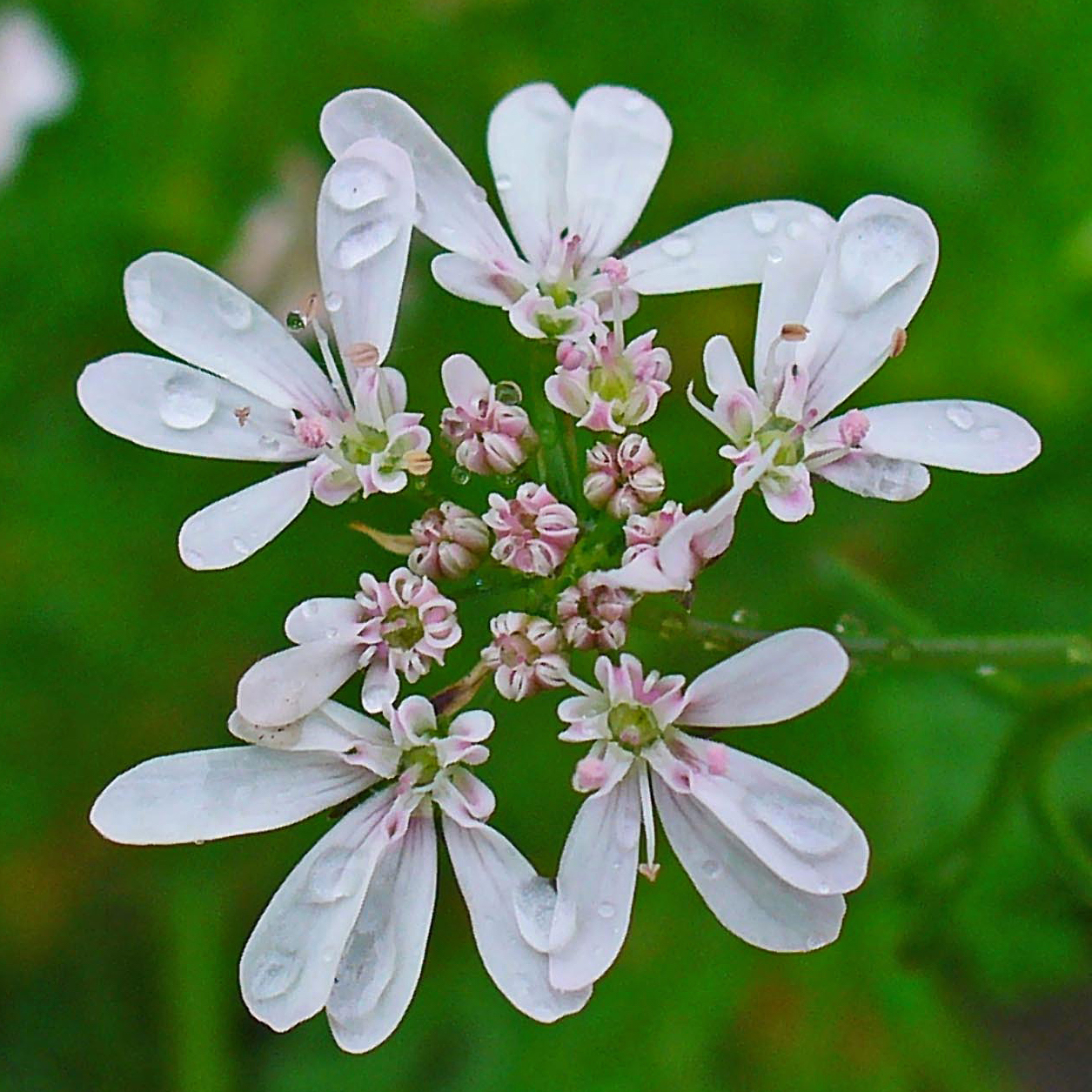
コエンドロの花

コリアンダー（英:  coriander; 学名: Coriandrum sativum）は、セリ科コエンドロ属の一年草である。地中海沿岸原産で、日本には10世紀ごろに渡来した。日本においては、英語由来のコリアンダーのほか、和名のコエンドロ（胡荽）、タイ語由来のパクチー、中国語由来のシャンツァイ（香菜）などと呼ばれる。癖のある香りと風味があり、古くからタイや中国など世界各地で広く食用（野菜および香辛料）とされている。エスニック料理には欠かせないハーブの一種に数えられ、葉だけではなく結実した種子もスパイスに使う。
リンネの『植物の種』(1753年) で記載された植物の一つである。

## 名称
属名はラテン語から（下記参照）。種小名 sativum はラテン語で「栽培種の」といった意味である。
和名コエンドロは鎖国前の時代にポルトガル語 coentro（コエンドロ）から入った古い言葉である。「コスイ」「コニシ」はコエンドロが用いられる以前の呼称で、『和名抄』にコニシの名があり、すでに平安時代に栽培されていた。江戸時代の『農業全書』（1697年）には、胡荽を「こずい」と読ませており、南蛮の語に「こえんとろ」というとあり、薬効を述べている。また、カメムシとよく似た独特の匂いのため、別名「カメムシソウ」と呼ばれることもある。中国植物名は「芫荽」、漢名では「香荽」「芝茜」とも書かれる。
一般には、英語に従って、果実や葉を乾燥したものを香辛料としてコリアンダー（英語: coriander）と呼ぶほか、1990年代ごろから、エスニック料理店の増加とともに、生食する葉を指してパクチー（タイ語: ผักชี）と呼ぶことが多くなった。
また、中華料理に使う中国語由来で生菜をシャンツァイ（中国語: 香菜; 拼音: xiāngcài）と呼ぶこともあり、日本でもコウサイとよばれていた。中華料理にも使われることから、俗に中国パセリ（英語: Chinese parsley）とも呼ばれるが、パセリとは別の植物である。中国へは張騫が西域から持ち帰ったとされ、李時珍の『本草綱目』には「胡荽」（こすい）の名で記載がある。
英名コリアンダー（coriander）は属名にもなっているラテン語のコリアンドルム（coriandrum）から変化したフランス名のコリアンドル（coriandre）に由来し、さらに古代ギリシア語コリアノン（κορίαννον 〈koriannon〉）へ遡る。後者の原語を指して「ギリシア語でカメムシを意味する」などと紹介されることが非常に多いが、これは誤りで、コリアノン（κορίαννον）もまた「コリアンダー」を指す言葉である。
ギリシア古名コリアノン（κορίαννον）自体の語源については、キャラウェイまたはクミンを意味する καρώ/κάρον (karō/karon) の関連語だとする 考察がある一方、「匂いがカメムシに似ている」として、近縁で類似の臭気をもつトコジラミ（南京虫）を意味するギリシア語のコリス（κόρις〈koris〉）と、アニスの実の意味を持つアノン（Annon）に関連づけられることも多い。
その他、各国語の名称については#葉も参照のこと。

## 原産地・主産地
南ヨーロッパ、地中海東部沿岸から小アジアの原産。
世界各地で栽培されており、主産地はロシアからヨーロッパ・イスラエルにかけてのユーラシア一帯、中国、インド、インドネシアやマレーシアなどの東南アジア、中南米のグアテマラ・アルゼンチン・メキシコ、北米のアメリカ合衆国およびカナダなどである。
日本でも栽培農家があるが、しばしば港近くに帰化する。

## 特徴
一年性草本。全体に無毛で、カメムシに似た異臭がある。高さ30 - 60センチメートル (cm) ほどに伸びて、大きなもので90 cmくらいになり、左右には20 - 30 cmほど広がる。茎の断面は円形で中空、縦に筋がある。
葉は1 - 3回羽状複葉で、上のものほど裂片が細くなり、全く形が異なる。根出葉には葉柄があり、2 - 3回羽状複葉で、小葉は卵形で切り欠きがある。根元に近い葉は幅広く浅い切れ込みがあり、頂上部の葉は隙間の広い羽状で細かい切れ込みが入って糸状に細くなる。花茎の葉は葉柄が短く、線形に分かれている。葉や茎に鼻を刺激する独特の芳香がある。
花期は春から夏。枝の先に3 - 4個の大花柄がついて、その先に10個前後の小花柄が出て、白から淡紅色の小花を10個ほど散状に咲かせる。花径は6ミリメートル (mm) ほどで、花弁は5枚つき、花序の中心ではほぼ同大同形、花序の周辺では花弁3枚は大形になる。大きな花弁3枚のうち、1個は深く2裂する。雄蕊は5個、雌蕊は1個。
花後はやがて熟れて緑色になり、秋に球形の茶色い果実を実らせる。果実は直径3 - 5ミリメートル (mm) の球形で、表面に10本の粗い筋がある。果実は2分果が付着して球形になっているが、分果は分離しにくい。熟した果実には柑橘類とセージを合わせたような独特の香りがある。
カメムシとも形容される特異な臭いは、地上部の茎葉や未熟果に含まれるカプリンアルデヒドという成分に由来する。コリアンダーの主な精油成分はリナロールで、その他にピネン、テルピネン、シメン、ゲラニオールなどを含んでいる。果実が未熟なうちは、茎葉と同様にカメムシ様の臭気があるが、成熟するに従ってリナロールの快い香りへと変化する。
俗にノコギリコリアンダーと呼ばれる、東南アジアや中南米でコエンドロと同様に香味野菜として用いられているオオバコエンドロ（Eryngium foetidum、タイ語: ผักชีฝรั่ง パクチー・ファラン、スペイン語: culantro クラントロ）は、セリ科ヒゴタイサイ属に属する熱帯アメリカ原産の別の植物である。オオバコエンドロにもコエンドロと同じような香りがある。

## 歴史
3000年以上前から使用されており、記録としては紀元前1550年ごろの『テーベの医学パピルス』やサンスクリット語の書物に料理法や薬用について記載があり、旧約聖書にも登場する。古代エジプトではすでに栽培されており、プリニウスの『博物誌』には、最も良い品質のコリアンダーはエジプト産という記述がある。古代エジプトでは、調理や医療に用いられていた。古代ギリシャや古代ローマでも、特によく用いられた薬草の一つであり、「医学の父」とよばれるヒポクラテスも健胃・睡眠作用の薬効を挙げている。古代ローマの医師ディオスコリデスは、コリアンダーが男性の性能力を高めるようだと記した。またエジプトでは、紀元前1000年ごろからコエンドロと亡骸をいっしょに墓に葬る習慣があった。
中国へは前漢の武帝（紀元前141 - 87年）のころ、西域から伝えられている。中国では不老不死の妙薬と考えられ、中世ヨーロッパや『千夜一夜物語』の記述では、恋をかなえる秘薬の成分（媚薬）としても用いられた。イギリス（グレートブリテン島）へは、青銅器時代に侵攻したローマ人からもたらされ、粥の風味づけや、クミンや酢と混ぜて肉の保存に使われた。
古代の地中海沿岸地域ではコリアンダーを料理に使ったが、中世に入り、ヨーロッパへ東洋の異国情緒ある香辛料が伝わるようになると、コリアンダーの人気は下火になった。中南米には、16世紀スペインの征服者によって伝えられ、中南米料理に使われるようになった。アメリカへは17世紀初頭にイギリスからの最初の移住者が伝えたとされ、好んで栽培された。この時代のフランスでは、コリアンダーの蒸留酒も作られている。現代においては、熱帯や亜熱帯のほとんどの地域で栽培されるようになった。
日本へは10世紀以前に中国から伝えられたと考えられており、平安時代中期の『延喜式』（927年）に供奉の記載があり、『和名抄』（930年代ごろ）には古仁志（こにし）の古名が見られ、日本現存最古の本草書『本草和名』（918年）にも記載がある。『延喜式』『和名抄』などに朝廷料理で生魚を食べる際に必ず用いる薬味として記載がある。江戸時代の貝原益軒の『農業全書』や、本草学者小野蘭山の『重修本草綱目』にも記述がある。
現在では、ロシア、東欧諸国、モロッコ、アルゼンチン、インド、中国、タイなどの東南アジア地域などにも広がって栽培されている。

## 栽培
冬期を除いてほぼ周年植え付け、収穫ができる。播種から開花までの日数は、春まきで約90日、初夏まきで約60日、秋まきでは開花しない。また、夏まきでは開花するが、高温のため結実しない。葉を利用するときは、播種から約6週間後に収穫できるようになる。香辛料として種子をとる場合は、春まきにするとよい。暑さと寒さにはさほど強くない性質があり、発芽にはある程度の高温が必要で、発芽適温は昼間27度、夜間が22度がよいといわれている。コリアンダーは水はけが悪く常に湿度が高い環境を嫌う性質がある。そのため日当たりが良く、水はけの良い土壌を選んで栽培する。また、乾燥にも弱いため、土が乾きすぎないように水やりの管理を行う。
直根性で移植を嫌うため、ふつう春に種を直播きする。暖地では秋まきも可能である。夜間の気温が7度以下に下がらない条件下で屋外に種蒔きすると、2 - 3週間ほどで発芽する。苗をつくる場合は、セルトレーに種をまき、双葉が出たら間引いて本葉3 - 4枚の苗に仕上げてから畑に植え付ける。育苗箱で筋まきして、双葉が出たら1本ずつ掘り上げて育苗ポットに移植する方法もあり、本葉4 - 5枚になったら株間30センチメートル (cm) 間隔で畑に定植する。プランターで栽培もでき、ポットに種子をまいて18度前後に保つと、5 - 10日ほどで発芽する。葉を収穫する目的であれば約5 cm間隔で、また種子を採集する目的であれば多少のスペースが必要で約20 cmの間隔で間引きをする。水は好む性質のため、表土が乾いたらたくさん水を与えるようにするが、水切れするとその後の生育は悪くなる。
草丈が20 - 25 cmくらいになったら葉の収穫期となる。播種から30 - 40日ほどたつと葉を収穫することができるようになるが、葉は保存が利かないため、利用する都度収穫するようにする。花をつけ始めるようになると、葉や茎が固くなってしまうため、葉の食感が良い若葉のうちに摘み取るようにする。根ごと抜いて収穫してもよい。
スパイスにもなる種子は夏以降に収穫できるようになり、実が熟して株の上部が重くなったら、茎が弱いので支柱を立てておく。果実が黄褐色に熟したら、種子が飛び散りやすくなっているので、早朝か夕方遅くに茎ごと刈り取って収穫し、十分乾燥してから袋などに入れて保存する。収穫が遅れると果皮が黒褐色になり、香りも悪くなる。
病気はほぼ問題ないが、気温が高くなり乾燥してくると、アブラムシやハダニがつく場合がある。

### 栽培品種
花色で白色のものと紅紫色のものがある。また、果実の大きさで大粒系（果実径3 - 5 mm）と小粒系（1.5 - 3 mm）がある。大粒系は、小粒系のものと比べて発芽や開花が早く、茎葉も大きくなる。また小粒系は、大粒系よりも精油含有量の割合が高いという特徴がある。
大粒系の栽培地域は、モロッコ、インドなどの熱帯や亜熱帯地域で、小粒系はロシア、東欧、中欧などで栽培される。
- サワディパクチー - 葉が比較的小さく、色がやや淡いが香りは強い。サラダや添え物、エスニック料理に利用される。果実はレモンに似た芳香がある[21]。
- サバイパクチー - 一般のコリアンダーよりも茎が太く、晩抽性で耐暑性がある。葉は色濃く、香りは中程度で、えぐみが少ない。サラダや添え物のほか、スープやジュースにも向く[21]。
- ナリーパクチー - 葉の形が細いのが特徴で、やわらかな食感で、爽やかな香りがあり食べやすい。サラダにも向いている[21]。

## 利用
コリアンダーは料理にも薬にも用いられている重要なハーブとして知られ、アジア、インド、メキシコ、アメリカ合衆国テキサス州、中国、アフリカ、南米、スカンジナビアなど、世界中の様々な地域の料理で使われる。種・葉・茎・根が利用され、新鮮な葉と乾燥した種子が料理で最も伝統的に使われる部分である。風味は、葉・茎・根・未熟果にクセのある強い香り、熟した果実には柑橘類様の甘いスパイシーな香りがある。果実の水蒸気蒸留によって得られる精油は、レモン油に似た柑橘系の香りがあり、香料として広く使われている。

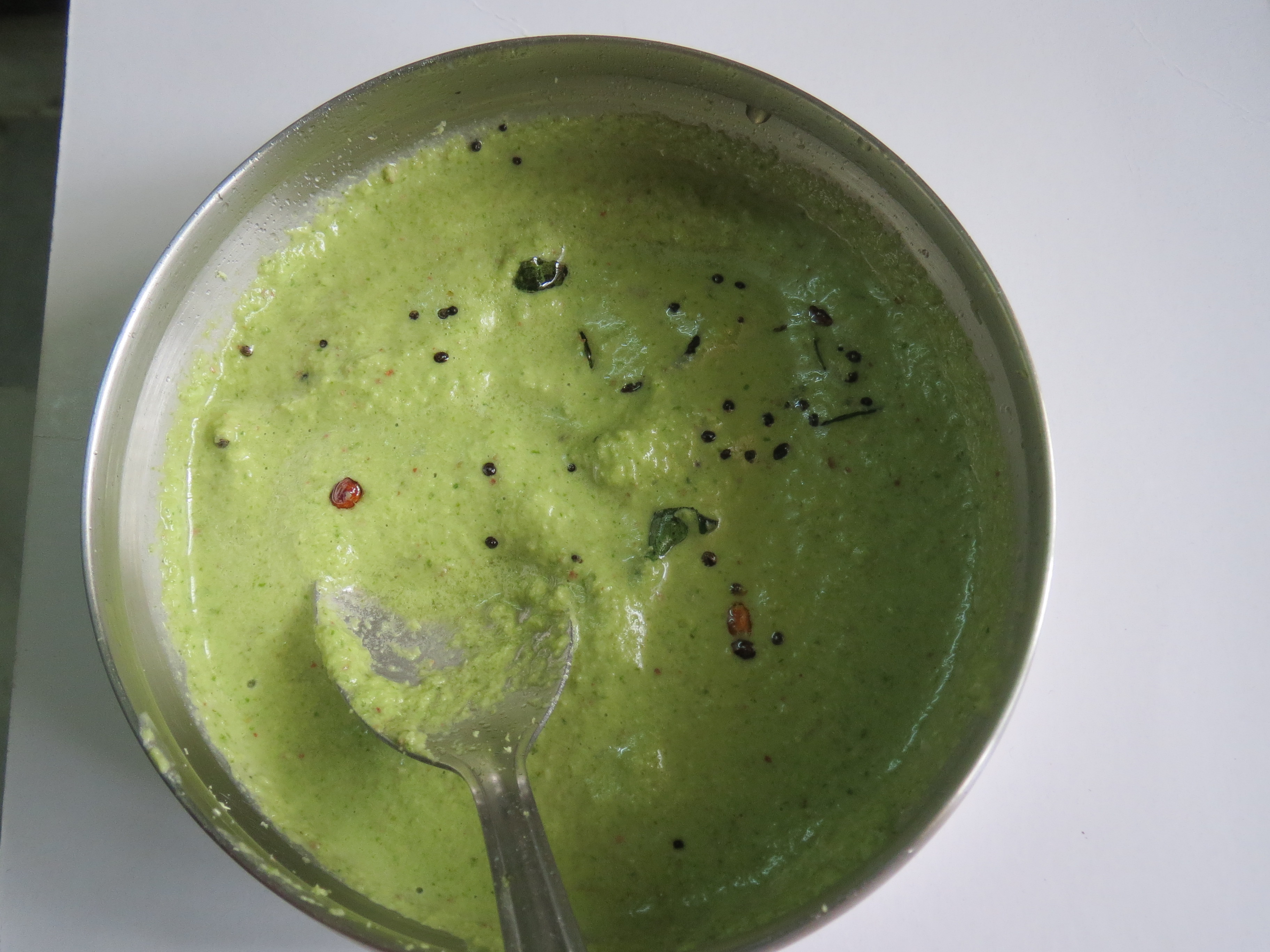
ココナッツチャツネ中のコエンドロの葉
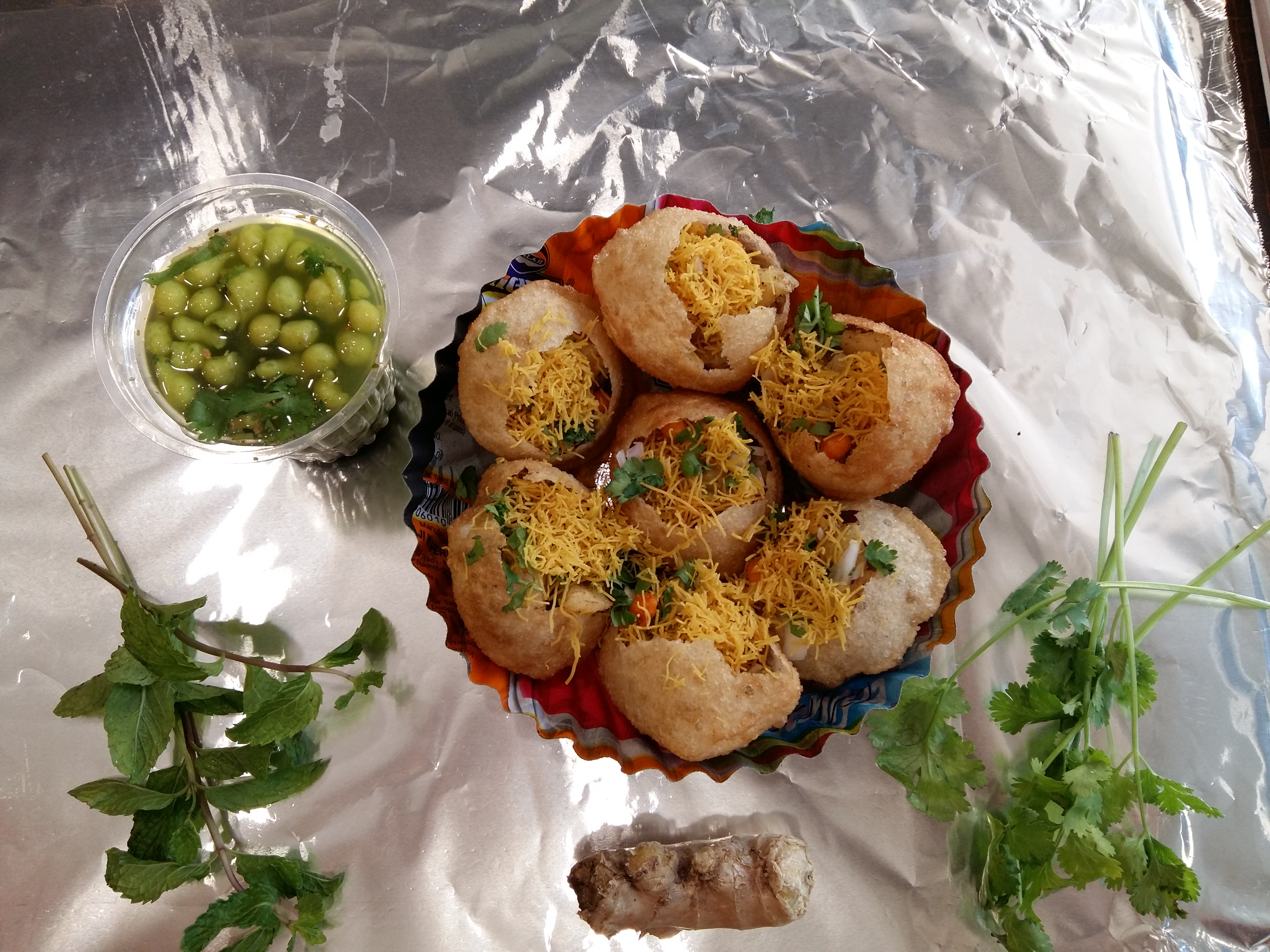
ミンティー・パーニープーリー
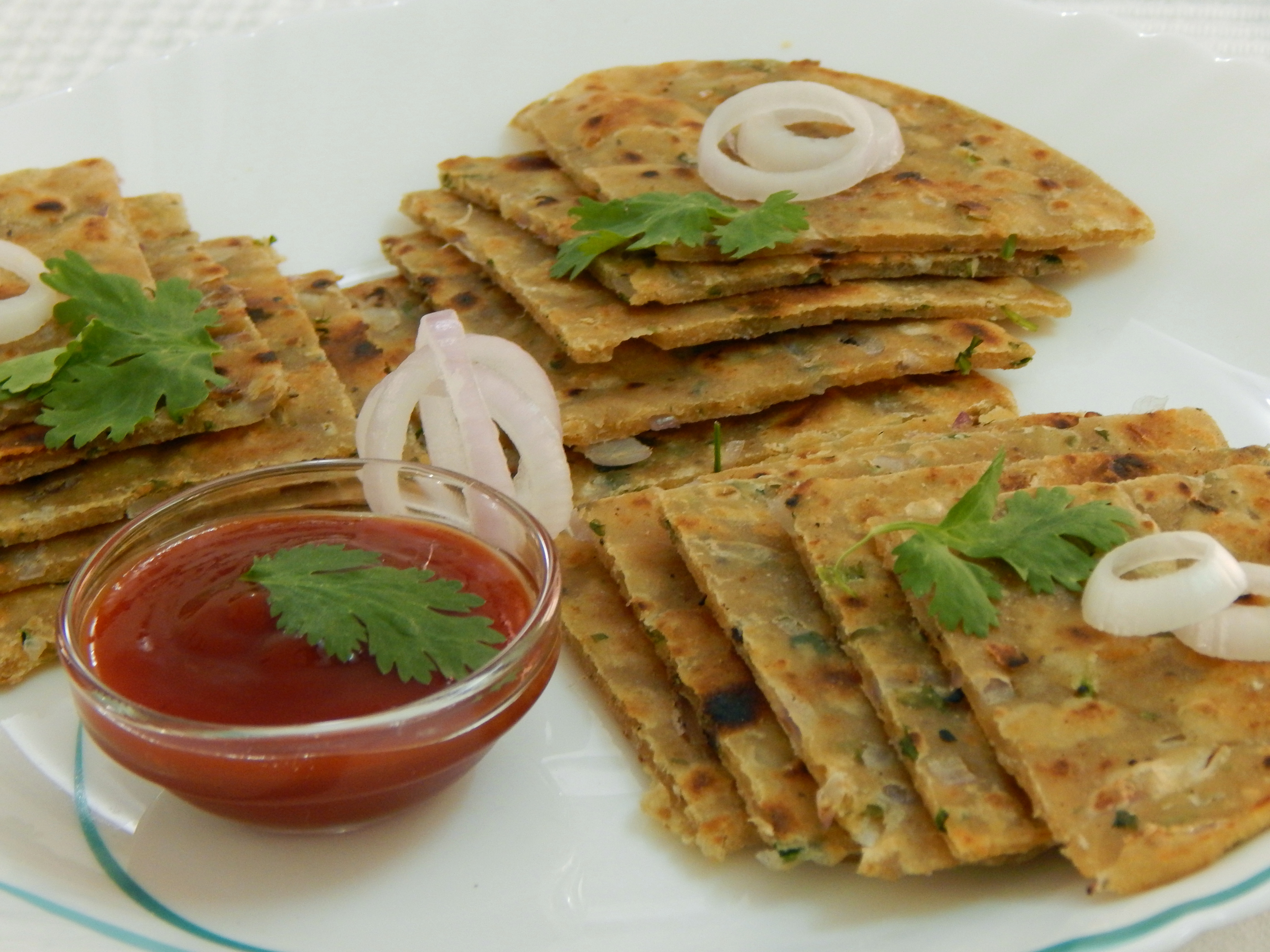
タマネギ・コエンドロ・パラーター

### 食用
ヨーロッパでは種子（果実）の利用に限られていて、独特の風味がある葉は利用されていないが、中国や東南アジアなどの地域では葉を香辛料として利用する。どの部分も食することができ、料理に使ったときに、葉と種子では風味が異なる。種子はオレンジが混じったような優しい香りがあり、葉は個性的な特有の味わいとクセがある強い香りを持っている。葉を香草あるいは葉菜として料理に使うときは、開花前の若い葉が良いとされる。また、煮込み料理などでは茎や根も使用されることがある。葉が持っている独特の香気を活かすために、調理の最後に加えるとよい。また、コリアンダーには消化を促す作用がある。
中華料理、タイ料理、インド料理、ベトナム料理、メキシコ料理、ポルトガル料理などに広く用いられ、葉・茎・根はタイやベトナム料理には欠かせないハーブで、消化促進効果があるといわれている。また甘い香りの種子は、幅広い料理に使われ、カレー粉、チリパウダー、ガラムマサラ、ベルベルなどのブレンドスパイスにも使われている。特に合わせると相性が良いと言われている食材に、レンズマメなどの豆類、タマネギ、ジャガイモ、ソーセージ、豚肉、シーフード、仔羊のシチュー、ペストリーが挙げられている。
日本料理に用いられる食材ではないため、日本国内ではスーパーマーケットや百貨店の地下食品売り場や大型食材店でも入手は困難であった。しかし1990年代ごろからいわゆるエスニック料理の店が増えるにつれて生のコリアンダーの需要が増加し、栽培が増えて入手しやすくなっている。なお、タイ・ラオス料理に、コリアンダーのみのサラダや大量に使用するような「パクチー料理」というものは存在せず、あくまで薬味として扱う事が基本であるという。アメリカ合衆国では、コリアンダーが料理に使われる機会は少ない。

#### 葉

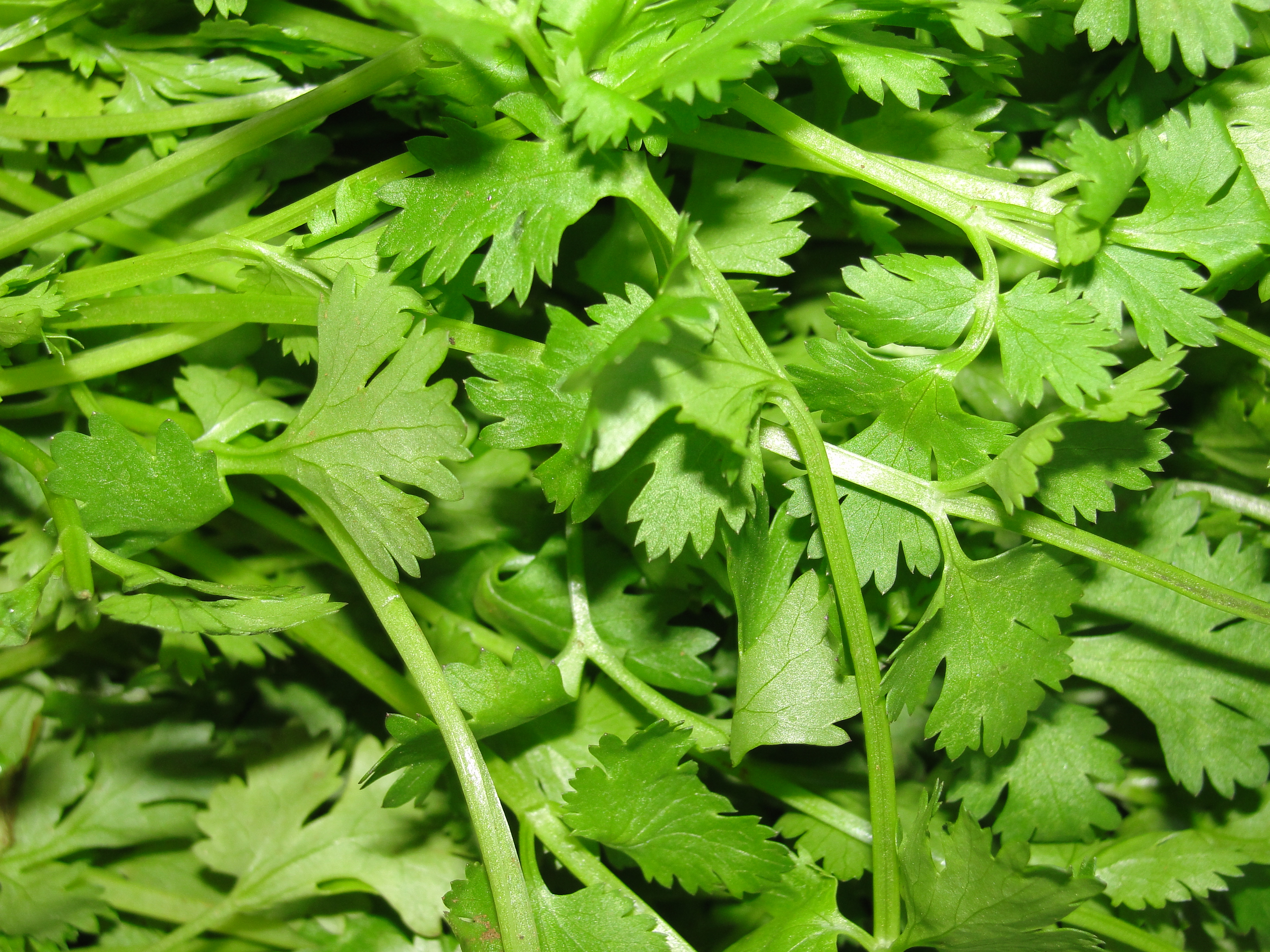
コリアンダーの葉

葉は主に薬味として利用される。ピネン、デカナール、ノナナール、リナロールなどに由来する独特の風味があるため、人によって好き嫌いが大きく分かれる。茎立ち前の若い苗の芳香は欧米人や中国人に好まれ、台湾、東南アジア、インドなどの地域では常食されている。ピネンなどのモノテルペン類は蒸散しやすく、栄養価の点では、生の葉はL-アスコルビン酸（ビタミンC）を比較的豊富に含み、β-カロテンやビタミンB1、B2、E、K、食物繊維や、カルシウム、カリウムといった栄養素が豊富である。「体内に蓄積された毒素を排出するデトックス効果がある」とも言われるが、これは科学的に信頼できる資料に裏付けられたものではない。
様々な地域で葉の香りを生かした料理に用いられている。
- 八重山列島の与那国島（沖縄県八重山郡与那国町）ではクシティと呼ばれ、和え物などにして食べる。第二次世界大戦前に出稼ぎなどで台湾に渡った人が持ち帰ったとされ、島野菜として定着している[31]。
- 中国では中国語: 香菜（シアンツァイ、拼音: xiāngcài）と呼ばれ、スープ、麺類、粥、鍋料理などの風味付けに利用されるほか、東北地方には「老虎菜」（ラオフーツァイ）というキュウリ、青唐辛子（レシピによってはピーマンで代用される）と共にサラダのように生食する郷土料理もある。北魏時代に執筆された農書『斉民要術』に密植による軟化栽培の方法が記されている。
- タイではパクチー（タイ語: ผักชี）と呼ばれ、トムヤムクンなどのスープやタイスキをはじめとした様々な料理の薬味に用いられる。(あくまでも薬味である[32]。)
- ベトナムではザウムイ（ベトナム語: rau mùi、チュノム: 蔞味）と呼ばれ、本場の生春巻きやフォーの添え物には欠かせない食材となっている[33]。
- インドではダニヤー（ヒンディー語: धनिया ; dhaniyā）と呼び、カレーにもよく使われるスパイスのひとつである。
- 中南米ではシラントロ（スペイン語: cilantro）と呼ばれ、スープやワカモレなどのサルサなどに広く用いられる。
- アメリカ合衆国はメキシコからの移民が多いため、英語のコリアンダーよりもスペイン語のシラントロの方が一般的な呼称となっている。
- ポルトガルではコエントロ（ポルトガル語: coentro）と呼ばれ、魚介類と野菜を主な材料とする鍋料理であるカタプラーナなどの郷土料理によく用いられる。ポルトガル料理の味を特徴づける重要な食材である。

調理方法は、冷菜の飾りにしたり、スープや炒め物、肉料理や魚料理の臭み消しとしておかずに散らしたりすることが多い。代表的な料理に、タイ料理のトムヤムクン、ベトナム料理のフォーや生春巻きで生葉がそのまま食される。中国料理では、肉の臭み消しの目的で、マトン料理涮羊肉（シュワンヤンロウ）のタレに細かく刻んだ葉を入れる。
食用以外では、カニやエビを食べた後に手を洗うフィンガーボウルに入れて臭い消しにする例がある。
乾燥や熱に弱く風味が失われるため、保存する場合はペーパータオルに包んでポリ袋などに入れて冷蔵する。

#### 根・茎

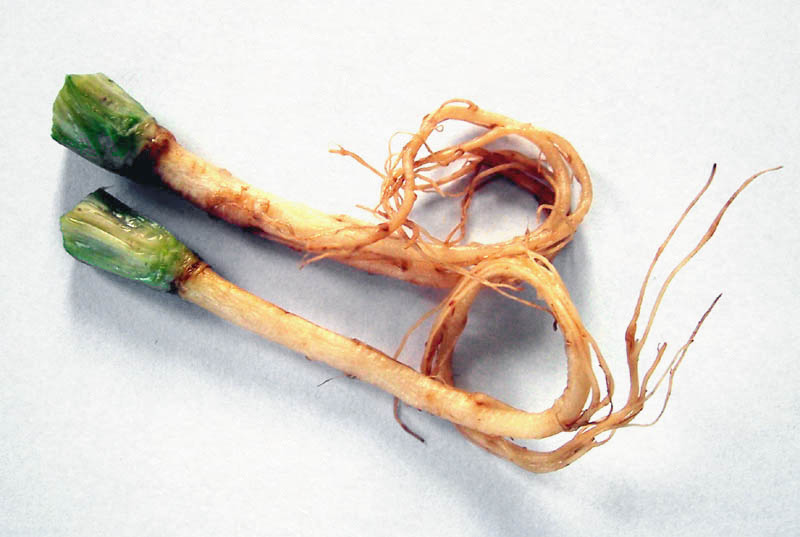
コリアンダーの根

コエンドロの根は葉よりも深く、強い風味を有し、様々なアジア料理、特にスープやカレーペーストといったタイ料理で用いられる。香りの強い根や茎は、刻んで炒め物や卵焼きに使われるときがある。煮込み料理の風味を増し、刻んで調味料のように使われる。

#### 果実（種子）

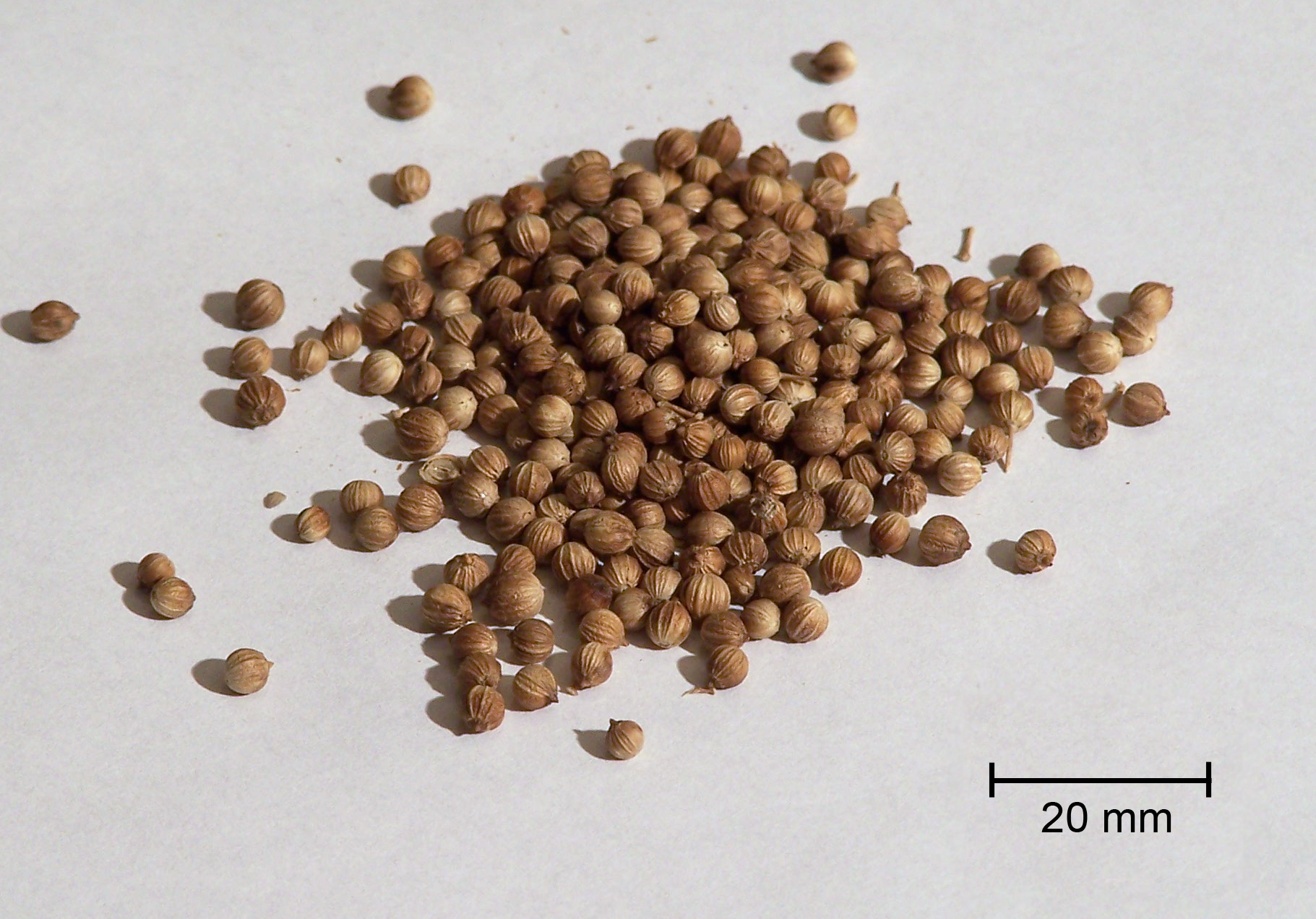
果実を乾燥させたコリアンダーシード（コリアンダーホール）

種子（植物学上では果実）を乾燥させたものは主にスパイスとして利用され、そのままか、砕いて使われる。ヨーロッパやインドでは香辛料としての利用も盛んである。乾燥したコエンドロの種子（果実）はコリアンダーシードやコリアンダーホールなどともよばれ、すりつぶした粉末はコリアンダーパウダーともよばれている。葉とは全く風味が異なり、柑橘類、オレンジ、アニスのような、あるいはレモンとセージを合わせたような香りと表現される。種子は容易に砕くことができ、家庭でも挽いて粉末にできるが、インドでは少し焙煎して香りを引き立ててから粉に挽いている。
肉・卵・豆料理などに広く利用され、カレーはもとより、チャツネ、ラタトゥユ、サルサソース、ピクルス、ソーセージに用いられ、アップルパイ、シフォンケーキなどお菓子の風味づけにも使われる。ベルギーでは小麦ビールの醸造に、中東では挽肉や卵料理、豆の煮込み、ファラフェルに、また欧米ではピクルスやマリネ用のスパイスとして使われる。牛乳や紅茶と共に入れて煮るという利用法もある。ウォッカやジンに漬け込み、果実酒とすることもできる。
モロッコ産のものが多く流通しており、インド産のものは香りに甘味がある。果実の匂いの主な成分は葉の臭い成分とは異なり、モノテルペン類のd-リナロールである。品質の評価は、粒の大きさあるいは、香り成分のリナロール臭の強弱によって決まり、一般に小粒のものが香味が強い。使うときは、同じ甘い芳香を持つスパイスとの併用が効果的ともいわれ、相性のよい他のスパイスとして、アニス、カルダモン、クローブ、シナモン、ナツメグ、セージなどが挙げられている。
種子を大量に摂取すると、強い眠気に襲われるときがある。そのため、コリアンダーは dizzycorn （「めまいの実」の意）ともよばれる。

### 薬用
9 - 10月ごろに黄変して熟した果実を採取し、陰干ししたものをコリアンダーシード（コリアンダーシーズ：種子の意）、または胡荽子（こすいし）とよんで薬用部位とする。中国医学では全草の乾燥品である「胡荽」（こすい）の性質を温、辛として生薬の一つともしている。胡荽の名は、前漢（紀元前2世紀 - 紀元後1世紀）のころに、中国の使節が古代中国西方の胡（現在のイラン北方）から持ち帰ったことに由来する。
果実に含まれる精油（デ・リナロール、ピネーン、ディペンテン、テルピネン、ピ・チモール、フェランドレンなど）は、胃液の分泌を良くし、腸内ガスを排出する作用、口やのど粘膜を刺激して気道の粘液の分泌を良くして痰を切る作用があると言われ、頭痛の軽減や消化不良の改善に役立つとされている。ほのかなオレンジ様の香りは、アロママッサージにも使われ、不安を取り除いたりするのに使われる。民間療法では、胃の調子が悪いとき、食欲不振、腸内ガスでお腹が張るとき、咳止めに、紅茶にコリアンダーシード（胡荽子）を3 - 5粒入れてかき混ぜて、数分後おいてから飲む方法が知られている。
中国やベトナムでは、料理に使う茎葉が香菜、芫菜（げんさい）としてよばれて用いられているが、これは食欲増進と消化を助ける一種の薬味として、薬食同源の考えに基づいている。茎葉の香り成分には、食欲不振、健胃・整腸作用、解毒作用があり、緊張感やストレスの緩和、不眠解消に役立つといわれている。
コエンドロは、鼓腸、関節炎、リウマチの治療に使われてきた歴史を持ち、インドでは、強壮剤、咳止めの薬の材料として現代においても広く用いられている。有益な植物栄養素や抗酸化作用のある成分を含み、身体から有害な重金属や有害物質の排出に役立つと考えられている。ただし「炎症を緩和する」「気分を落ち着ける」「体内の毒素を排泄する」などと言われているが、ヒトでの有効性について科学的に信頼できるデータはない。

## 味と匂い
コエンドロの葉と種子の精油はポリフェノール類とテルペン類を含む。リナロールがコエンドロの芳香と風味を司る主要な成分である。青葉や未熟果が持っている悪臭ともいえる芳香成分はカプリアルデヒドで、種子が完熟するころにはこの臭気は失われ、レモンとセージを合わせたような香りへと変化する。この種子が持っている芳香成分はコリアンドロールとよばれるリナロールの一種で、精油の60 - 70%を占める。
コエンドロの葉の味の感じ方は人によって異なり、嗜好性が強い。好む人々が、コエンドロの葉は気分をすっきりさせる、レモンのような、あるいはライムのような香りを持つというのに対して、嫌いな人々はその味と匂いに対して強い嫌悪感を示し、石鹸のようなまたは腐ったような味と匂いだと述べる。あるいは、葉と未熟な実のクセのある匂いは、南京虫の悪臭に例えられることもある。その風味を嫌う人にはカメムシのような風味であるとも評され、パクチーの臭いの好き嫌いには、臭いの感じ方の違うDNA（OR6A2）遺伝的要因が関係している事が研究により発見されている
。
研究では異なる民族間で嗜好のばらつきが示されている: 東アジア人の21%、コーカソイドの17%、アフリカ系の14%の人々がコエンドロを嫌いと言ったが、食材としてコエンドロが人気な地域の民族集団では、わずか南米人の7%、ヒスパニックの4%、中東の被験者の3%のみが嫌いだと述べた。
研究では一卵性双生児の80%がコエンドロに対して同じ嗜好性を持つことが示されているが、二卵性双生児で一致するのはわずか半分である。これらの結果は、嗜好性への遺伝要素を強く示唆している。3万人近くの人々への遺伝的調査において、コエンドロの知覚と関係した2つの遺伝的変異が見出され、そのうち最も一般的なものは匂いの感知に関与する遺伝子である。この遺伝子、OR6A2は嗅覚受容体遺伝子のクラスター内に位置し、アルデヒド化学物質に感受性の高い受容体をコードしている。香り化学者は、コエンドロの芳香が数種類の物質によって作られ、これらのほとんどがアルデヒドであることを明らかにした。コエンドロの味を嫌う人は不快にさせる不飽和アルデヒドに感受性があり、同時にコエンドロを好む人が爽やかと感じる芳香化学物質を嗅ぎ分けることができないようだ。その味とその他複数の遺伝子（苦味受容体など）との間の関係も明らかにされている。

## アレルギー
一部の人々はコエンドロの葉または種子に対してアレルギーがある。ある研究では、ピン・プリック検査を行った子供の32%、大人の23%がコエンドロならびにキャラウェイ、フェンネル、セロリを含むセリ科植物に対して陽性だった。コリアンダーによるアレルギーは主に職業性のものか隠れたアレルゲンとして報告される。

## 人気

### 日本
日本でコリアンダーが紹介されたのは、平安時代の法令集『延喜式』（927年）や漢和辞典『倭名類聚抄』（934年頃）に「胡荽（）」の表記で登場するのが最古である。
時代が下って、南蛮貿易が行われるようになるとポルトガルでの名称「コエンドロ」とともに日本に入ってきている。江戸時代の料理書『料理塩梅集』（1668年）では、寿司の薬味としての紹介がされている。ただし、この時代のヨーロッパではコリアンダーは種子の利用のみで、葉は利用されていないため、『料理塩梅集』で薬味としてコリアンダーの葉を用いている用法は、中国経由のものとも考えられる。
明治時代にカレーが入ってくると、カレー粉の原料としてコリアンダーの種は欠かせないものであり、日本においては「コリアンダー」の名称で定着することになる。しかしながら、西洋料理にはコリアンダーの葉を用いることがなかったため、日本においてもコリアンダーの葉は顧みられることはなかった。
ヨーロッパでコリアンダーの葉が料理に使用されるようになったのは、ベトナム戦争などでアジアが政情不安定になった1970年代後半にアジアからヨーロッパへの移住者が増えたことに起因する。移住者たちが飲食店を開き、ヨーロッパでアジアの料理のブームが起きてコリアンダーの葉を料理に使うことが広まった。アメリカ合衆国でも同じ頃にアジアの料理ブームが起きており、日本ではこれに数年遅れ、欧米の影響を受けるかたちでブームが起こることになる。
日本でのアジア料理のブームはタイ料理に始まり、1990年代後半から2000年代初頭にかけてベトナム料理が人気の中心となる。ベトナム料理の中でもフォーのトッピングやバインセオに挟む野菜の一つとしてコリアンダーの葉、すなわちパクチーが使われるようになり、パクチーとはアジアの料理の食材というイメージが日本に定着していった。
2007年に東京都世田谷区経堂で世界初となるパクチー専門店「パクチーハウス東京」が開業する（2018年閉店）。パクチーハウス東京ではアジアの料理などにヒントを得て独自に考案した「パクチー料理」を提供し、レシピをインターネットで公開した。2010年代半ばには後追いの形で他にもパクチー専門店が開業する。
2010年代、本場タイでは有り得ない、パクチーを山盛りにする料理がブームになる。「パクチスト」と称するマニアも現れた。2016年のトレンド鍋（ぐるなび調べ）に「草鍋」が選ばれた。草鍋は、青菜・せり・パクチーを中心とした青野菜をメインとしながらも、野菜がどっさり入った鍋の総称。エスビー食品やユウキ食品などからは、パクチーペーストやパクチーソースといった調味料がいくつも発売され、レトルト食品、スナック菓子なども出始めた。雑誌『dancyu』（プレジデント社）はパクチー料理の特集を組み、NHKの『きょうの料理』でもパクチー料理レシピが特集された。なお、『きょうの料理』でパクチーを使ったレシピの紹介は、これ以前にもあったが、名称は「パクチー」ではなく中国語由来の「香菜（）」であった。

#### 日本での生産
日本におけるコリアンダーの主産地の一つは静岡県で、JA遠州中央（袋井市、磐田市、浜松市、森町）の管轄下で、1981年に栽培が始まっている。
岡山県では2000年にコリアンダーの生産が始まり、2019年時点では千葉県や茨城県にも生産は広まっている。日本国内での生産増加に伴い、日本のスーパーマーケットでも野菜コーナーに比較的安い値段でパクチーが並ぶようになってきている。